# Ximenia
Genre
Classification APG IV (2016)
Ximenia  est un genre de plante appartenant à la famille des Ximeniaceae (anciennement Olacaceae).

## Liste des espèces
Selon The Plant List, les espèces valides et les nomenclatures taxonomiques non résolues sont les suivantes :

### Espèces valides
- Ximenia americana L.
- Ximenia caffra Sond.
- Ximenia coriacea Engl.
- Ximenia glauca (DeFilipps) Bentouil
- Ximenia horrida Urb. & Ekman
- Ximenia intermedia (Chodat & Hassl.) DeFilipps
- Ximenia parviflora Benth.
- Ximenia perrieri Cavaco & Keraudren
- Ximenia pubescens Standl.
- Ximenia roigii León

### Nomenclatures taxonomiques non résolues
- Ximenia arborea Royle
- Ximenia arborescens Tussac ex Walp.
- Ximenia exarmata F.Muell.
- Ximenia gabonensis Baill. ex Laness.
- Ximenia inermis L.
- Ximenia montana Macfad.
- Ximenia oblonga Lam. ex Hemsl.
- Ximenia oblongifolia Steud.
- Ximenia olacoides Wight & Arn.
- Ximenia rigidum Royle
- Ximenia russeliana Wall.
- Ximenia spinosa Salisb.
- Ximenia subscandens Griff.